# Клаус Еверт
Клаус Еверт (нім. Klaus Ewerth; 28 березня 1907, Ангербург — 20 грудня 1943) — німецький офіцер-підводник, капітан-цур-зее.

## Біографія
В 1925 році поступив на службу в рейхсмаріне. З 29 червня 1935 по 30 вересня 1936 року — командир підводного човна U-1. З 3 листопада по 5 грудня 1936 року — командир U-35. З 16 грудня 1936 по 31 жовтня 1938 року — командир U-36. З листопада 1938 по серпень 1939 року — інструктор військово-морського училища Мюрвіка. З серпня 1939 по 3 січня 1940 року — командир U-26, після чого служив на різноманітних штабних посадах. В березні-квітні 1943 року пройшов перепідготовку командира сучасних підводних човнів. З 17 квітня 1943 року — командир U-850. 20 грудня 1943 року біля узбережжя Португалії човен був потоплений п'ятьма американськими літаками Grumman TBF Avenger і Grumman F4F Wildcat з авіаносця USS Bogue (CVE-9), які закидали його торпедами і глибинними бомбами. Всі члени екіпажу (66 осіб) загинули.
Всього за час бойових дій Еверт здійснив 3 походи (107 днів у морі) і потопив 4 кораблі загальною тоннажністю 21 699 брт.
| Дата              | Назва корабля                        | Тип               | Тоннаж | Вантаж                                                  | Екіпаж | Загинули | Країна             |
| ----------------- | ------------------------------------ | ----------------- | ------ | ------------------------------------------------------- | ------ | -------- | ------------------ |
| 15 вересня 1939   | Alex van Opstal (підірвався на міні) | Торговий теплохід | 5,965  | 4410 тонн генеральних вантажів                          | 57     | 0        | Бельгія            |
| 7 жовтня 1939     | Binnendijk (підірвався на міні)      | Торговий пароплав | 6,873  | 1000 тонн генеральних вантажів і нафти                  | 42     | 0        | Нідерланди         |
| 13 листопада 1939 | Loire                                | Торговий пароплав | 4,285  | 5588 тонн піриту, 416 тонн вина та генеральних вантажів | 39     | 39       | Франція            |
| 22 листопада 1939 | Elena R. (підірвався на міні)        | Торговий пароплав | 4,576  | Зерно                                                   | 24     | 0        | Королівство Греція |

## Звання[5]
- Фенріх-цур-зее (1 квітня 1927)
- Обер-лейтенант-цур-зее (1 липня 1931)
- Капітан-лейтенант (1 вересня 1935)
- Корветтен-капітан (1 листопада 1939)
- Фрегаттен-капітан (1 вересня 1943)
- Капітан-цур-зее (1 грудня 1943)

## Нагороди[5]
- Медаль «За вислугу років у Вермахті» 4-го і 3-го класу (12 років)
- Іспанський хрест в сріблі з мечами (6 червня 1939)
- Орден морських заслуг (Іспанія) 1-го класу (21 серпня 1939)
- Нагрудний знак підводника (6 грудня 1939)
- Залізний хрест 2-го класу (6 грудня 1939)
- Хрест Воєнних заслуг 2-го і 1-го класу з мечами (1943)